# 加古川市立鳩里小学校
加古川市立鳩里小学校（かこがわしりつ きゅうりしょうがっこう）は、兵庫県加古川市加古川町稲屋に所在する公立小学校。校名の由来は、1929年までの村名（鳩里村）による。
2021年（令和3年）5月1日現在の児童数は1,011人で、加古川市立小学校28校中最多の児童数である。

## 沿革

### 初代
- 1907年（明治40年） - 鳩里尋常小学校として開校。
- 1912年（明治45年） - 鳩里尋常高等小学校と改称。
- 1929年（昭和4年）3月20日 - 鳩里村が加古川町に編入され、加古川第二尋常高等小学校と改称。
- 1941年（昭和16年）4月1日 - 鳩里国民学校と改称。
- 1947年（昭和22年）4月1日 - 加古川町立加古川小学校と合併し、一旦閉校する。

### 二代目
- 1975年（昭和50年）4月1日 - 加古川市立加古川小学校から分離する。

## 通学区域
- 加古川町木村の一部、加古川町稲屋（若宮小学校校区を除く）、加古川町友沢、加古川町西河原の一部、加古川町粟津の一部、加古川町北在家（加古川小学校校区、野口小学校校区、尾上小学校校区を除く）、加古川町備後（加古川小学校校区を除く）、加古川町南備後（若宮小学校校区を除く）、尾上町養田の一部、尾上町安田の一部[3]。

市役所・鶴林寺を含めた、加古川市街地の外側を校区にしている。

## 進学先中学校
- 加古川市立加古川中学校

## 通学区域が隣接している学校
- 加古川市立加古川小学校
- 加古川市立氷丘南小学校
- 加古川市立野口小学校
- 加古川市立尾上小学校
- 加古川市立若宮小学校
- 高砂市立高砂小学校
- 高砂市立荒井小学校
- 高砂市立米田小学校